# Roberto Nicolás Fernández
Roberto Nicolás Fernández Fagúndez (Montevideo, 2 marzo 1998) è un calciatore uruguaiano, centrocampista del Godoy Cruz.

## Carriera

### Club
Cresciuto nelle giovanili del Fénix, ha esordito il 24 ottobre 2015 in un match pareggiato 1-1 contro il Montevideo Wanderers.

### Nazionale
Ha giocato nella nazionale uruguaiana Under-17.
Nel 2017 con la nazionale Under-20 uruguaiana ha preso parte al vittorioso campionato sudamericano, giocando due match.

## Statistiche

### Presenze e reti nei club
Statistiche aggiornate al 6 gennaio 2017.
| Stagione        | Squadra         | Campionato      | Campionato | Campionato | Coppe nazionali | Coppe nazionali | Coppe nazionali | Coppe continentali | Coppe continentali | Coppe continentali | Altre coppe | Altre coppe | Altre coppe | Totale | Totale | Totale |
| Stagione        | Squadra         | Comp            | Pres       | Reti       | Comp            | Pres            | Reti            | Comp               | Pres               | Reti               | Comp        | Pres        | Reti        | Pres   | Reti   |        |
| --------------- | --------------- | --------------- | ---------- | ---------- | --------------- | --------------- | --------------- | ------------------ | ------------------ | ------------------ | ----------- | ----------- | ----------- | ------ | ------ | ------ |
| 2015-2016       | Fénix           | PD              | 15         | 0          |                 | -               | -               | CS                 | 1                  | 0                  |             | -           | -           | 16     | 0      |        |
| 2016            | Fénix           | PD              | 0          | 0          |                 | -               | -               |                    | -                  | -                  |             | -           | -           | 0      | 0      |        |
| 2017            | Fénix           | PD              | 26         | 0          |                 | -               | -               |                    | -                  | -                  |             | -           | -           | 26     | 0      |        |
| Totale carriera | Totale carriera | Totale carriera | 41         | 0          |                 | -               | -               |                    | 1                  | 0                  |             | -           | -           | 42     | 0      |        |

## Palmarès

### Nazionale
- Campionato sudamericano Under-20: 1

Ecuador 2017